# Obmann
Obmann oder Obfrau (veraltend für Obfrau auch Obmännin; geschlechtsneutrale Formen: Obperson, im Plural Obleute)  ist sowohl eine andere Bezeichnung für Vorsitzender, Präsident, Anführer einer Fraktion oder  Sektion als auch die Bezeichnung für einen von zwei Parteien ernannten Schiedsrichter.

## Arten
In Betrieben ist der Betriebsobmann der Vertrauensmann der Belegschaft. In Schulen werden oft verschiedene Obmannfunktionen verteilt. So sind zum Beispiel der Verkehrsobmann oder der Büchereiobmann jeweils für ihre unterrichtlichen Bereiche verantwortlich und Ansprechpartner der Kollegen zu diesem Thema, aber auch diesbezügliche Vertreter nach außen.
In Teilen Bayerns und in Österreich (auch Südtirol) wird die Bezeichnung gleichbedeutend mit dem Vorstand eines Vereines verwendet (z. B. Obmann einer Musikkapelle). Bei strukturierten Organisationen gibt es dabei oft einen Bezirksobmann, Landesobmann und Bundesobmann.
Bei den österreichischen Parteien ÖVP und FPÖ heißen die jeweiligen Parteichefs Bezirksparteiobmann, Landesparteiobmann und Bundesparteiobmann, im konkreten Kontext auch ohne „-partei-“ geschrieben. Im Nationalrat (nicht im Bundesrat) und im Landtag sind die Klubobleute die Vorsitzenden der Parlamentsklubs und das Äquivalent zu den Fraktionsvorsitzenden sowohl im Bundesrat, als auch im deutschen und Schweizer Parlament. Obleute sind auch Abgeordnete, die in den Ausschüssen die Hauptansprechpartner jeder Fraktion im Parlament darstellen.
Der Deutsche Bundestag hat zahlreiche Ausschüsse. In jeden davon entsendet jede im Bundestag vertretene Fraktion mehrere Abgeordnete. Diese Abgeordnetengruppen haben jeweils einen Obmann bzw. eine Obfrau. Neben den Vorsitzenden nehmen die Obleute eine Schlüsselstellung in den Ausschüssen ein: Sie stimmen die Tagesordnungen ab; auch sind sie Schlichtungsinstanz, wenn es bei Verhandlungen zu Konflikten kommt. Für die Fraktionsführungen wiederum stellen die Obleute die Hauptansprechpartner zur Arbeit in den Ausschüssen dar. Auf diese Weise bestimmen die Obleute auch den Kurs ihrer Fraktion maßgeblich mit.
In Deutschland kann in Unternehmen zwischen 5 und 20 Mitarbeitern ein Ein-Personen-Betriebsrat gewählt werden. Diese Person wird in der Regel als Betriebsobmann bzw. als Betriebsobfrau 
bezeichnet.

## Herkunft
Das Wort leitet sich vom mittelhochdeutschen Begriff obeman her mit der Bedeutung „Schiedsrichter“ (bzw. wörtlich: Obermann), zu mittelhochdeutsch ob(e) und man.
Die frühneuzeitlichen „Obermänner“ waren mit zusätzlichen Aufsichts- und Leitungsfunktionen betraut. Mitunter kommen festgefahrene politische Prozesse dann wieder voran, wenn sich die Obleute der verschiedenen Fraktionen in einem Ausschuss zusammensetzen und gemeinsam nach Auswegen suchen.